# Sinceny
Sinceny é uma comuna francesa na região administrativa de Altos da França, no departamento de Aisne. Estende-se por uma área de 13,13 km², com 2 158 habitantes, segundo os censos de 1999, com uma densidade de 164 hab/km².